# Нарайен, Шантану
Шантану Нарайен (англ. Shantanu Narayen; род. 1963, Хайдарабад, Индия) — американский топ-менеджер индийского происхождения, председатель совета директоров (2017—н.в.), генеральный директор (2007—н.в.), президент (2005—н.в.) и бывший главный операционный директор (2005—2007) корпорации Adobe Inc.

## Ранние годы и образование
Шантану Нарайен родился и вырос в городе Хайдарабад, в Индии, в семье говорящей на языке Телугу. Он был вторым сыном, а его мать являлась преподавательницей американской литературы, и его отец руководил компанией по производству пластмассы.
Сначала он учился в государственной школе Хайдарабада. Затем он получил степень бакалавра в области электротехники в Инженерном колледже Османского университета в Хайдарабаде. Затем он получил степень магистра делового администрирования Школе бизнеса Хааса при Калифорнийском университете в Беркли (США). И в 1986 году получил степень магистра информатики в Государственном университете в Боулинг-Грине, штата Огайо (США). Шантану Нарайен в юности представлял Индию в парусном спорте на Азиатской регате.

## Карьера
Он начал свою карьеру в Apple Inc.. После Apple Нарайен занимал должность директора по продуктам для настольных ПК и совместной работы в Silicon Graphics, а затем стал соучредителем Pictra Inc., компании, которая впервые предложила идею обмена цифровыми фотографиями через Интернет.
Нарайен присоединился к Adobe в 1998 году в качестве старшего вице-президента по международным исследованиям продуктов, позже был назначен исполнительным вице-президентом по всемирным продуктам, а в ноябре 2007 года в возрасте 45 лет был назначен генеральным директором.

### Повышение до генерального директора
В ноябре 2007 года Adobe Inc. объявила, что Брюс Чизен уйдет с поста генерального директора с 1 декабря и его заменит Нарайен.
Нарайен получает ежегодную зарплату в размере $1 млн долларов за его роль в качестве исполнительного директора. В 2013 году он получил вознаграждение в размере $15,7 млн.
В 2011 году Барак Обама назначил его членом своего Консультативного совета по управлению.
В качестве генерального директора Нарайен возглавил трансформацию компании, переместив франшизу её программного обеспечения для творчества и цифровых документов, которое включает такие флагманские программы, как Photoshop, Premiere Pro и Acrobat / PDF, с настольных компьютеров в облако. Кроме того, во время его пребывания на посту генерального директора Adobe вошла в категорию цифровых технологий, расширение которой началось с приобретения компанией Omniture в 2009 году.
Рыночная капитализация Adobe превысила 100 миллиардов долларов впервые в истории компании в течение 2018 финансового года. Компания увеличила рыночную капитализацию более чем на 100 миллиардов долларов за последние 5 лет.
Adobe вошла в список Fortune 400 в 2018 году.

## Почести и награды
В мае 2011 года Нарайен получил почётную докторскую степень в своей альма-матер, Государственном университете Боулинг-Грин.
Нарайен — ведущий независимый директор в совете директоров Pfizer и вице-председатель Форума стратегического партнёрства США и Индии. Ранее он входил в состав Консультативного совета по менеджменту президента США Барака Обамы.
В 2018 году Нарайен занял 12-е место в списке Fortune «Деловой человек года» и «Индиец года в мире» в 2018 году по версии журнала Economic Times of India.
В 2019 году он был удостоен индийской премии Падма Шри.